# دوري سان مارينو 1988–89
دوري سان مارينو 1988–89 (بالإيطالية: Campionato Dilettanti 1988-1989)‏ هو الموسم 4 من  دوري سان مارينو. أشرف على تنظيمه اتحاد سان مارينو لكرة القدم، وكان عدد الأندية المشاركة فيه  10، وفاز فيه FC Domagnano ‏.